# Кисербоси
Кисербо́си (чув. Кӗсерпуҫ) — деревня в Цивильском районе Чувашской Республики. Входит в состав Игорварского сельского поселения.

## География
Находится в северной части Чувашии на расстоянии приблизительно 15 км на юго-восток по прямой от районного центра города Цивильск у автомагистрали М-7.

## История
Известна с 1795 года, когда здесь (выселок села Преображенское, ныне Тойси) было учтено 36 дворов. В 1862 году учтено было 244 жителя, 1897—321 житель, в 1926 — 69 дворов, 336 жителей, 1939—380 жителей, 1979—199. В 2002 году было 50 дворов, 2010 — 39 домохозяйств. В период коллективизации был образован колхоз «Ушах», в 2010 действовало ООО «Вурнарец» (2010).

## Население
Постоянное население составляло 73 человек (чуваши 100%) в 2002 году, 71 в 2010.